# Banksia sceptrum
Banksia sceptrum é uma planta que cresce na Austrália Ocidental, perto da costa centro-oeste, desde Geraldton ao norte, passando por Kalbarri, até a Reserva Natural Marinha de Hamelin Pool [en]. Sua distribuição se estende para o interior, quase alcançando Mullewa [en]. Coletada e cultivada pela primeira vez pelo colono pioneiro James Drummond [en] na Austrália Ocidental, foi descrita pelo botânico suíço Carl Meissner em 1855.
Na natureza, a B. sceptrum cresce em areia amarela profunda ou vermelho-pálida em matagais altos, frequentemente em dunas, alcançando até 5 metros de altura como arbusto, embora seja geralmente menor em áreas expostas. Ela é destruída por incêndios florestais e se regenera por sementes, com os folículos lenhosos se abrindo após o fogo. A B. sceptrum destaca-se como uma das banksias de flores amarelas mais impressionantes. Suas espigas florais altas e amarelas, chamadas inflorescências, são terminais e muito visíveis. A floração ocorre no verão, principalmente em dezembro e janeiro, embora flores possam aparecer ocasionalmente em outros períodos.
O nome comum "sceptrum" (cetro) deriva das brácteas espinhosas proeminentes que lembram uma maça cerimonial.

## Descrição
A Banksia sceptrum geralmente cresce como um arbusto de 2 a 4 metros de altura, podendo atingir até 5 metros em algumas condições. É muito ramificada e pode chegar a 4 metros de diâmetro. O tronco robusto possui casca cinza clara, lisa ou ligeiramente tesselada. O crescimento de novos ramos foi registrado na primavera e no outono, podendo ocorrer também no verão. Os ramos novos são cobertos por uma penugem fina marrom-esverdeada, tornando-se lisos e cinza-claros após cerca de dois anos. As folhas têm formato aproximadamente oblongo, com extremidades truncadas ou ligeiramente côncavas, medindo 4 a 9 centímetros de comprimento e 1 a 3 centímetros de largura. Elas estão fixadas em pecíolos de 5 a 8 milímetros de comprimento. As margens das folhas planas apresentam dentes curtos e rombudos. Tanto a superfície superior quanto a inferior das folhas são cobertas por uma penugem densa, que se desgasta com o tempo, deixando-as lisas.
As espigas florais altas, conhecidas como inflorescências, surgem nas extremidades dos ramos verticais entre novembro e janeiro, sendo visualmente marcantes. Seu desenvolvimento leva de 6 a 7 meses — mais tempo do que em outras espécies do gênero. Com altura entre 7 a 21 centímetros e largura de 8 a 10 centímetros, elas são de um amarelo vivo e muito destacadas. A abertura das flores (antese) ocorre ao longo de 1 a 2 semanas, progredindo de baixo para cima na espiga. As flores envelhecidas tornam-se cinzentas e permanecem na espiga enquanto os folículos lenhosos ovais se desenvolvem. A infrutescência — uma espiga antiga com folículos — é volumosa, com diâmetro de 6 a 8 centímetros. Cada espiga pode conter até 50 folículos, que medem 1,5 a 2,5 centímetros de comprimento, 0,8 a 1,8 centímetros de altura e 1 a 1,6 centímetros de largura. Quando novas, são cobertas por uma penugem cinza densa, que se desgasta nas áreas expostas.
A semente, em forma de ovo invertido, tem 3 a 3,5 centímetros de comprimento e é relativamente achatada. Ela é composta pelo corpo da semente (que contém a planta embrionária), medindo 1,1 a 1,4 centímetros de comprimento por 0,7 a 0,9 centímetros de largura. Uma face, chamada superfície externa, é marrom e ligeiramente enrugada, enquanto a outra é marrom-escura com um leve brilho. As sementes são separadas por um separador de sementes robusto marrom-escuro, com formato semelhante ao das sementes e uma depressão onde o corpo da semente se encaixa no folículo. As primeiras folhas das mudas, chamadas cotilédones, são ovais invertidas, com 1,4 a 1,5 centímetros de comprimento por 1,2 centímetros de largura. A margem superior da folha é ondulada, e a aurícula na base do cotilédone é pontiaguda, com 0,2 centímetros de comprimento.

## Taxonomia
O botânico suíço Carl Meissner descreveu a Banksia sceptrum em 1855, com base em um espécime coletado por James Drummond ao norte do rio Hutt [en] entre 1850 e 1851. O nome da espécie, "sceptrum" (cetro), refere-se às espigas florais proeminentes. Na organização de Meissner de 1856 para o gênero, havia 58 espécies de Banksia descritas. Ele dividiu as Banksia verae de Brown, renomeadas como Eubanksia por Stephan Ladislaus Endlicher em 1847, em quatro séries com base nas propriedades das folhas, colocando a B. sceptrum na série Quercinae. George Bentham publicou uma revisão abrangente do gênero em sua obra Flora Australiensis [en] de 1870, reduzindo o número de espécies reconhecidas de 60 para 46. Ele definiu quatro seções com base nas características das folhas, estilete e apresentador de pólen, colocando a Banksia sceptrum na seção Orthostylis. Em seu trabalho de 1891, Revisio Generum Plantarum, o botânico alemão Carl Ernst Otto Kuntze questionou o nome genérico Banksia L.f., alegando que Banksia já havia sido publicado em 1775 por J.R. Forster e G. Forster para o gênero agora conhecido como Pimelea. Kuntze sugeriu Sirmuellera como alternativa, renomeando B. sceptrum como Sirmuellera sceptrum. O desafio não prosperou, e Banksia L.f. foi formalmente conservado em 1940.
Em sua monografia de 1981, The genus Banksia L.f. (Proteaceae) [en], o botânico australiano Alex George classificou a B. sceptrum no subgênero Banksia, na seção Banksia e na série Banksia, devido à sua inflorescência típica, estiletes retos e pistilo peludo que se curva antes da antese. Ele observou que os folículos se assemelham aos da Banksia ornata, enquanto o corpo da semente muricado lembra o da Banksia speciosa e da Banksia baxteri, embora os cotilédones obovados e ondulados sugiram uma afinidade com a série Cyrtostylis.
Kevin Thiele [en] e Pauline Ladiges [en] publicaram uma nova organização em 1996, baseada em análise cladística morfológica, que posicionou a B. sceptrum na série Banksia, sub-série Cratistylis, junto a outras oito espécies da Austrália Ocidental. Ela foi colocada como uma das primeiras ramificações do grupo. Essa organização permaneceu até 1999, quando George voltou à sua classificação de 1981 na série Flora of Australia. A colocação de B. spectrum dentro de Banksia, de acordo com a Flora of Australia, é a seguinte:
Genus Banksia
Subgênero Banksia
Seção Banksia
Série Banksia
B.serrata
B.aemula
B.ornata
B.baxteri
B.speciosa
B.menziesii
 B. candolleana
B. sceptrum

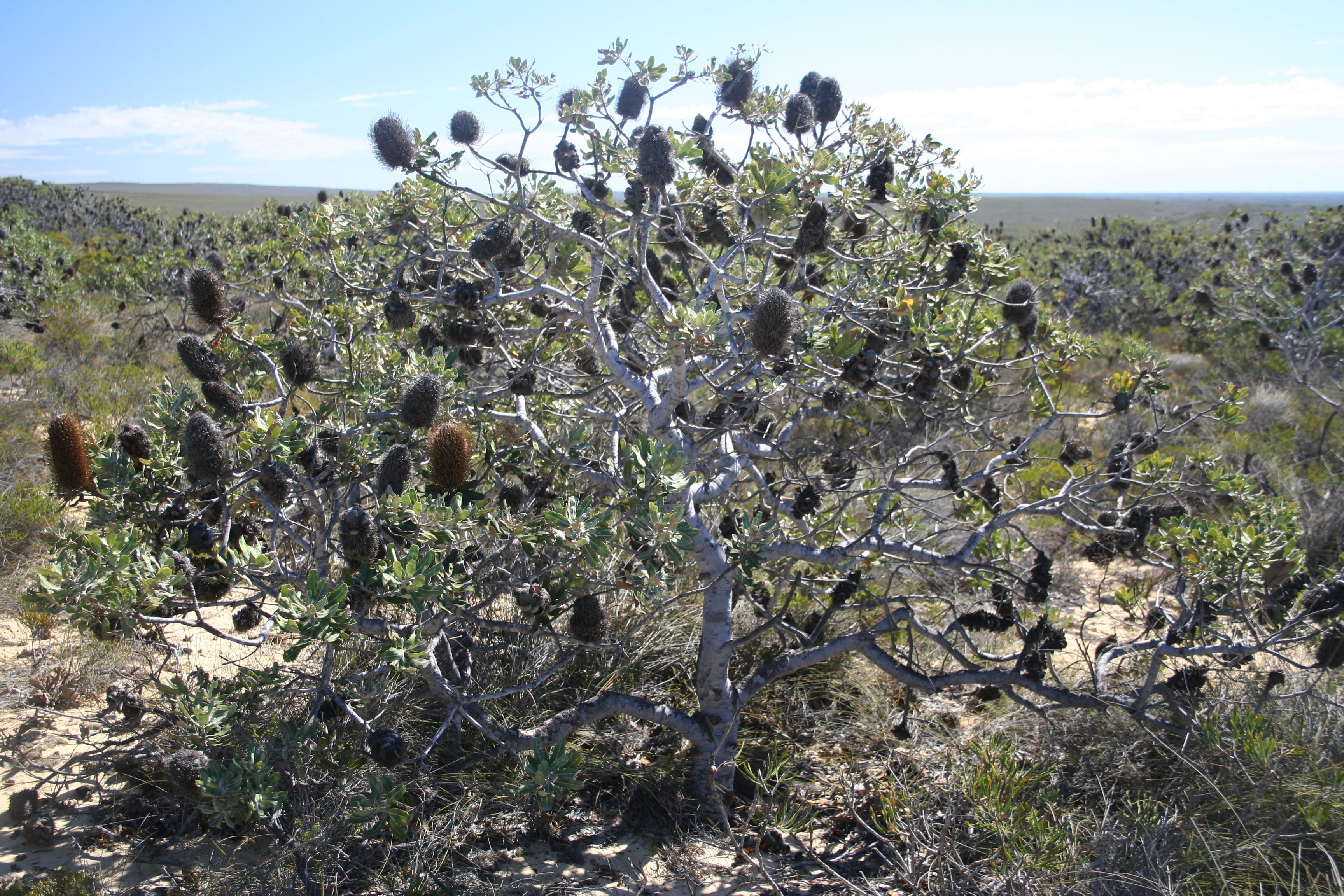
Cresce como um arbusto nodoso em arbustos baixos expostos ao norte de sua área de distribuição.

Um estudo molecular de 2002 por Austin Mast [en] mostrou que a Banksia sceptrum e a Banksia ashbyi [en] são parentes próximas, dentro de um grupo maior que inclui a sub-série Cratistylis e a Banksia lindleyana [en]. Isso foi reforçado por um estudo de 2013 de Marcel Cardillo e colegas usando DNA de cloroplasto.
Em 2005, Mast, Eric Jones e Shawn Havery publicaram análises cladísticas de sequências de DNA, sugerindo que Banksia é parafilético em relação à Dryandra. Em 2007, Mast e Thiele iniciaram uma reorganização transferindo Dryandra para Banksia e publicando o subgênero Spathulatae para espécies com cotilédones em forma de colher, redefinindo o subgênero Banksia. Eles indicaram que uma organização completa seria publicada após amostragem de DNA de Dryandra, mantendo a B. sceptrum no subgênero Banksia como arranjo provisório.

## Distribuição e habitat

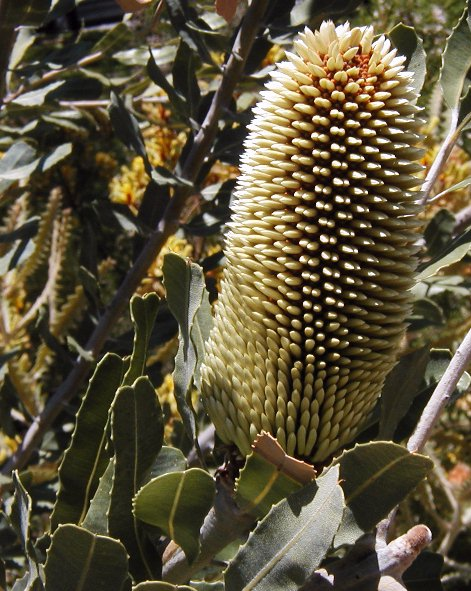
Em gomos, usado na indústria de flores cortadas

A Banksia sceptrum é encontrada desde a Reserva Natural Marinha de Hamelin Pool ao sul, até cerca de 60 quilômetros a leste de Geraldton, próximo a Mullewa e a leste até a Reserva Natural de Wandana. A precipitação anual varia de 300 a 400 milímetros. Ela cresce em solos de areia amarela profunda ou vermelho-pálida, muitas vezes em dunas, mas também em áreas planas. Ocorre em matagais altos, associada à B. ashbyi, eucaliptos mallee, Actinostrobus arenarius [en] e Xylomelum angustifolium [en].

## Ecologia
Como muitas plantas do sudoeste da Austrália, a Banksia sceptrum é adaptada a um ambiente onde incêndios florestais são frequentes. Ela é uma espécie regeneradora por sementes, sendo morta pelo fogo, que também desencadeia a abertura dos folículos nas espigas antigas, liberando sementes. As novas plantas levam de três a cinco anos para florescer novamente. Incêndios muito frequentes, com intervalos menores que quatro anos, podem ameaçar populações locais.
A B. sceptrum é altamente suscetível à morte por Phytophthora cinnamomi, uma espécie da classe Oomycetes transmitida pelo solo, assim como muitas banksias da Austrália Ocidental.
Uma avaliação do impacto potencial das mudanças climáticas indicou que sua distribuição provavelmente não diminuirá e pode até se expandir, dependendo da eficácia de sua migração para áreas recém-habitáveis.

## Cultivo
A B. sceptrum é usada principalmente na indústria de flores cortadas, com suas espigas imaturas sendo vendidas em floriculturas pela Austrália. É ocasionalmente cultivada em jardins por suas espigas florais vistosas, mas requer um clima mediterrâneo (verão seco) e boa drenagem, pois é sensível à morte por fungos. As sementes não precisam de tratamento especial e germinam em 26 a 47 dias. Uma forma anã está em cultivo.